# Finikas
 Finikas  (Grieks: Φοίνικας) is een voormalige gemeente op het Griekse eiland Kreta. Het is sinds de gemeentelijke herindeling van 2011 een deelgemeente (dimotiki enotita) van de nieuwe gemeente Agios Vasileios.

## Ligging
In Finikas liggen onder andere de dorpen Plakias, Mirthios, Sellia, Rodakino, Asomatos en Lefkogia. Het gebied heeft een oppervlakte van 138,3 km² en telde bij de census van 2001 3.946 inwoners. Het ligt aan de Libische Zee, ten zuiden van de stad Rethimnon. In het westen grenst Finikas aan Sfakia, in het oosten aan de deelgemeente Lampi. Van het noorden naar het zuiden is de maximale afstand twaalf kilometer, van het oosten naar het westen negentien kilometer.
Dwars door de deelgemeente loopt van west naar oost een bergketen met onder andere de toppen Kryoneritis (1310 meter) en Kouroupa (983 meter). Het gebergte, een uitloper van de Lefka Ori, wordt doorsneden door de Kotsifoskloof en Kourtaliotikokloof. De wegen die door deze kloven zijn aangelegd, vormen de verbinding tussen het noorden en het zuiden van de gemeente.

## Economie
Het noorden is relatief groen en bebost en de inwoners richten zich vooral op landbouw. Het zuiden, met name het gebied rond Plakias, heeft het toerisme als voornaamste bron van inkomsten. Aan de kust bevinden zich een tiental stranden, waarvan het anderhalve kilometer lange zandstrand aan de Baai van Plakias het grootste is. Een bekend strand is verder Limnistrand, een palmenstrand in de buurt van het Preveliklooster dat zich gevormd heeft op de plek waar de Kourtaliotikokloof uitkomt in de Libische Zee.

## Geschiedenis
De naam Finikas komt van het Griekse woord Finix (Phoenix), een verwijzing naar de Kretenzische dadelpalm (Phoenix theophrasti). Westelijk van Plakias en Sellia ligt de historische plaats Finikas, waar ruïnes van een klooster en enkele woonhuizen resteren.

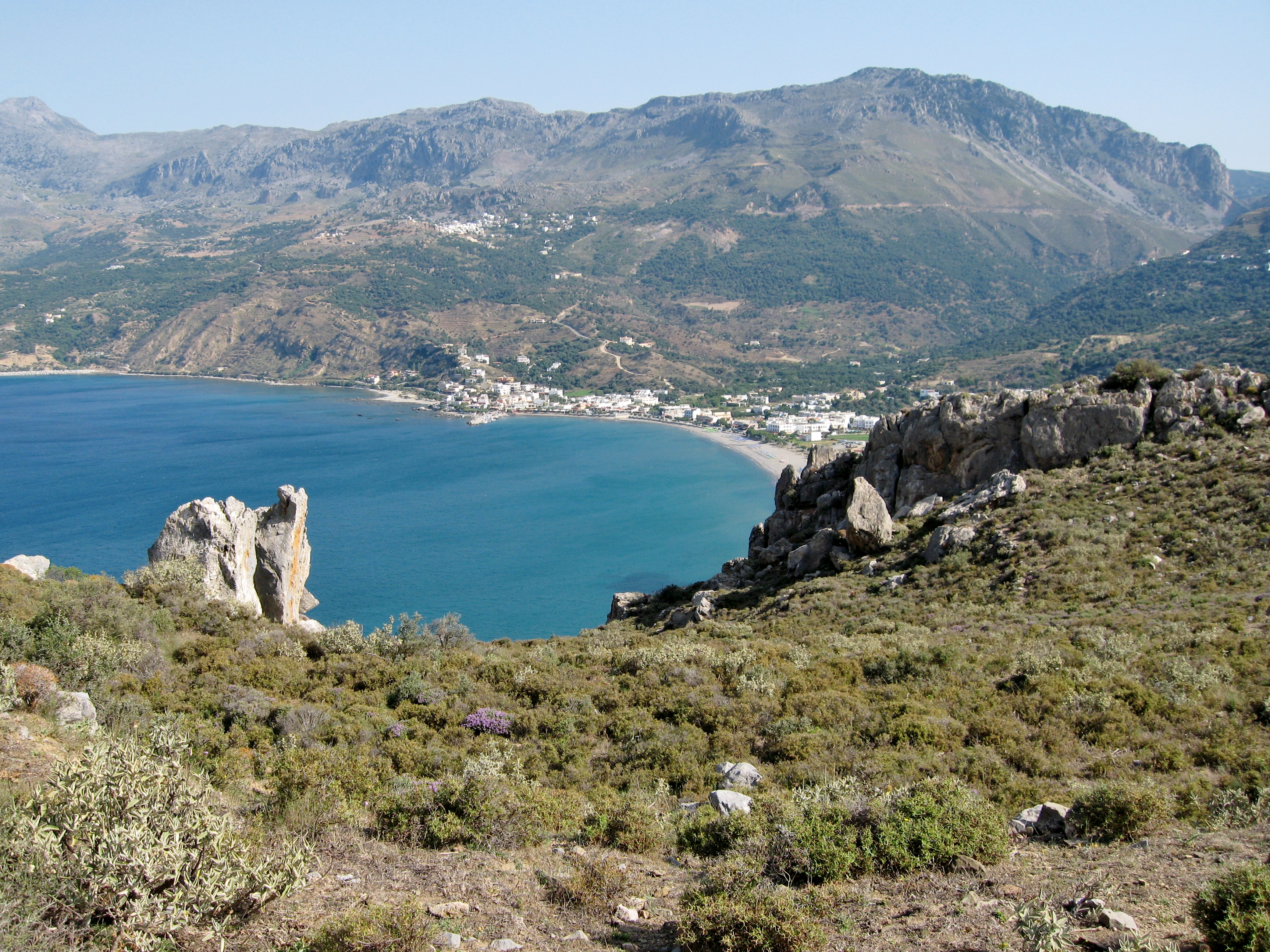
De baai van Plakias
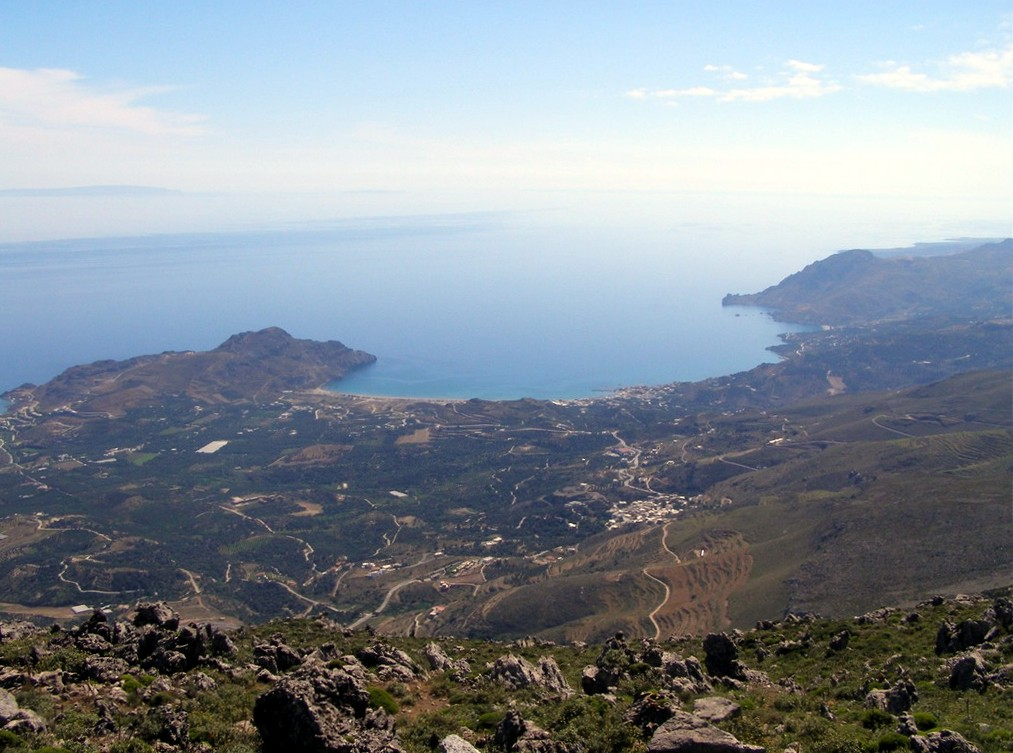
Uitzicht vanaf de berg Kouroupa